# Сирья, Элиас
Элиас Сирья (фин. Elias Syrjä; род. 28 августа 1998) — финский фристайлист (слоупстайл, биг-эйр), серебряный призёр чемпионата мира 2025 года.

## Биография
В сезоне 2017/2018 годов Элиас Сирья дебютировал на этапах Кубка мира по фристайлу. В 2021 году впервые в карьере принял участие в чемпионате мира, где стал 21-м в бин-эйре и 22-м в слоупстайле.
В 2023 году на чемпионате мира в Бакуриани, в слоупстайле был 11-м, а в биг-эйре занял 28-е место.
В марте 2025 года участвовал в чемпионате мира по фристайлу и завоевал серебряную медаль в дисциплине биг-эйр, набрав 184,25 балла. В слоупстайле был пятнадцатым.